# Viewtiful Joe 2
Viewtiful Joe 2, i Japan känt som ビューティフル ジョー2 ブラックフィルムの謎 (Byūtifuru Jō Tsū: Burakkufirumu no Nazo, bokstavligen Viewtiful Joe 2: Den svarta filmens hemlighet), är ett datorspel och den andra delen i Viewtiful Joe-serien. Det utvecklades av Clover Studio för Capcom och släpptes år 2004 till Gamecube och Playstation 2.